# Cortland Van Deusen
Cortland Van Deusen (New York, 12 dicembre 1890 – ...) è stato un attore e regista statunitense dell'epoca del muto.

## Biografia
Nato a Brooklyn nel 1890, lavorò per la Vitagraph, la casa di produzione cinematografica fondata nel 1897 da James Stuart Blackton e Albert E. Smith. Diresse oltre una decina di pellicole e interpretò circa una trentina tra corto e lungometraggi. Nel 1918, fu anche sceneggiatore e supervisore, in entrambi i casi di un solo film.

## Filmografia

### Attore
- Bunny's Birthday, regia di George D. Baker - cortometraggio (1914)
- A Change in Baggage Checks, regia di George D. Baker - cortometraggio (1914)
- Never Again, regia di Sidney Drew - cortometraggio (1914)
- A Helpful Sisterhood, regia di Van Dyke Brooke - cortometraggio (1914)
- Bunny's Scheme, regia di George D. Baker - cortometraggio (1914)
- Setting the Style, regia di George D. Baker - cortometraggio (1914)
- The Old Fire Horse and the New Fire Chief, regia di George D. Baker - cortometraggio (1914)
- Pigs Is Pigs, regia di George D. Baker - cortometraggio (1914)
- A Florida Enchantment, regia di Sidney Drew (1914)
- Rainy, the Lion Killer, regia di Sidney Drew - cortometraggio (1914)
- A Horseshoe -- for Luck, regia di Sidney Drew - cortometraggio (1914)
- The Royal Wild West, regia di Sidney Drew - cortometraggio (1914)
- The Professional Scapegoat', regia di Sidney Drew - cortometraggio (1914)
- The Mysterious Mr. Davey', regia di Sidney Drew - cortometraggio (1914)
- Who's Who in Hogg Hollow - cortometraggio (1914)
- Wanted, a Nurse, regia di Sidney Drew - cortometraggio (1915)
- The Homecoming of Henry, regia di Sidney Drew - cortometraggio (1915)
- The Combination, regia di Sidney Drew - cortometraggio (1915)
- When Greek Meets Greek, regia di Sidney Drew - cortometraggio (1915)
- Cupid's Column, regia di Sidney Drew - cortometraggio (1915)
- The Timid Mr. Tootles, regia di Sidney Drew - cortometraggio (1915)
- Between the Two of Them, regia di Sidney Drew - cortometraggio (1915)
- The Story of a Glove, regia di Sidney Drew - cortometraggio (1915)
- Mr. Blink of Bohemia, regia di Sidney Drew - cortometraggio (1915)
- The Honeymoon Baby, regia di Sidney Drew - cortometraggio (1915)
- Following the Scent, regia di Sidney Drew - cortometraggio (1915)
- His Flying Flivver (1917)
- The Frozen Warning, regia di Oscar Eagle (1917)
- Share and Share Alike, regia di Whitman Bennett (1925)

### Regista
- A Keyboard Strategy - cortometraggio (1915)
- The Fire Escape - cortometraggio (1915)
- Save the Coupons - cortometraggio (1915)
- Between Two Fires - cortometraggio (1915)
- The Mystery of the Empty Room - cortometraggio (1915)
- The Conquest of Constantia - cortometraggio (1915)
- Benjamin Bunter: Book Agent - cortometraggio (1915)
- In Arcadia - cortometraggio (1916)
- Her Bad Quarter of an Hour - cortometraggio (1916)
- The Man Behind the Curtain (1916)
- His Golden Romance (1918)

### Sceneggiatore e Supervisore
- His Golden Romance, regia di Cortland Van Deusen - sceneggiatore (1918)
- The Star Prince, regia di Madeline Brandeis - supervisore (1918)